# La famiglia reale di Broadway
La famiglia reale di Broadway (The Royal Family of Broadway) è un film del 1930, diretto da George Cukor in collaborazione con Cyril Gardner.
Un dietro le quinte, un film sul teatro e su Broadway, che racconta - con i nomi cambiati - la saga della famiglia reale dei palcoscenici Usa, attraverso la satira sulla famiglia Barrymore. Il film d'esordio di Fredric March, un giovane attore di teatro, che impersona il personaggio di quello che vuole essere John Barrymore, per il quale March fu candidato all'Oscar per il miglior attore protagonista.